# Е Цяобо
Е Цяобо́ (кит. упр. 叶乔波, пиньинь Yè Qiáobō, 3 июня 1964) — китайская спортсменка, 2-кратная серебряный призёр зимних Олимпийских игр 1992 и бронзовый призёр 1994 годов, 2-кратная чемпионка мира и серебряный призёр чемпионата мира. Рекордсменка мира на 500 м и 13-кратная рекордсменка Китая.

## Биография
Е Цяобо родилась в Чанчуне. С 10 лет начала заниматься конькобежным спортом в любительской спортивной школе Чанчуня, а в возрасте 12 лет была выбрана в команду Байи. В 1977 году она была завербована в армию и стала выступать за Народно-освободительную армию Китая, в 17 лет выиграла молодёжный кубок КНР и с 1981 по 1983 годы участвовала на юниорских чемпионатах мира. В 1983 году Е Цяобо вступила в коммунистическую партию.
В 1985 году вошла в национальную сборную и в марте 1986 года на зимних Азиатских играх в Саппоро выиграла две бронзовые медали в забегах на 500 и 1500 метров. В 1988 году Цяобо дебютировала на чемпионате мира в спринтерском многоборье, но была дисквалифицирована за употребление допинга после 12-го места. В 1990 году Е Цяобо на 7-й Зимней спартакиаде народов КНР завоевала четыре золотые медали, а также выиграла серебряную медаль в забеге на 1000 метров на зимних Азиатских играх в Саппоро.
В 1991 году она дебютировала на Кубке мира и на чемпионате мира в классическом многоборье, заняв там 15-е место. В марте на спринтерском чемпионате мира в Инцелле Цяобо завоевала серебряную медаль. На зимних Олимпийских играх в Альбервиле в 1992 году она стала обладательницей двух серебряных медалей на дистанциях 500 и 1000 м, что стало первыми наградами, завоёванными китайскими атлетами на зимних Играх, а сама конькобежка стала первой в истории Белых олимпиад азиатской спортсменкой, поднявшейся на пьедестал почёта. 
Сразу после игр Цяобо впервые выиграла спринтерский чемпионат мира в Осло, а также стала первой китайской конькобежкой, ставшей чемпионкой мира. На чемпионате мира в классическом многоборье заняла 16-е место. В 1993 году вновь стала чемпионкой мира в спринте и поднялась на 12-е место на чемпионате мира в классическом многоборье. Она впервые стала обладателем Кубка мира на дистанции 500 м. В августе 1993 года перенесла операцию на колене.
В 1994 году на спринтерском чемпионате мира в Инцелле заняла 5-е место, а на зимних Олимпийских играх в Лиллехаммере она была травмирована, но всё же стала обладательницей бронзовой медали в забеге на 1000 м, а на 500-метровке заняла 13-е место. После чего завершила спортивную карьеру. Е Цяобо стала первой спортсменкой в Китае, преодолев 40-секундную отметку в беге на 500 метров на коньках среди женщин.

## Личная жизнь
После завершения спортивной карьеры Е Цяобо в 2000 году окончила школу экономики и менеджмента в Университет Цинхуа и стала бакалавром MBA. Затем поступила в Центральную партийную школу и получила докторскую степень по экономике. В 2006 году присвоено звание генерал-майор. Работала тренером на тренировочной базе Народно-освободительной армии Китая по ледовым видам спорта, представителем 14-го Национального конгресса Коммунистической партии Китая и членом 9-го, 10-го и 11-го национальных комитетов НПКСК. В настоящее время он работает полный рабочий день на уровне бюро Отдела связи Главного политического управления. Она основала собственную компанию и спортивный клуб, носящий её имя. В ноябре 2017 года она был членом Комитета спортсменов Организационного комитета зимних Олимпийских игр в Пекине. 23 сентября 2023 года была знаменосцем на церемонии открытия Азиатских игр в Ханчжоу. Проживает в автономном районе на юге Китая Гуанси.  

## Награды
- март 1991 года - присвоено почётное звание спортсменки, отважно взошедшей на вершину Шеньянским военным округом.
- 9 июня 1992 года  - присвоено почётное звание лучшего военнослужащего в спорте Центральной военной комиссией КНР.[6]